# Granton (Édimbourg)
Pour les articles homonymes, voir Granton.
Granton est un quartier du nord d'Édimbourg, en Écosse. Il forme la partie de la ville sur le front de mer avec le Firth of Forth.
C'est historiquement une zone industrielle avec un grand port.

## Galerie

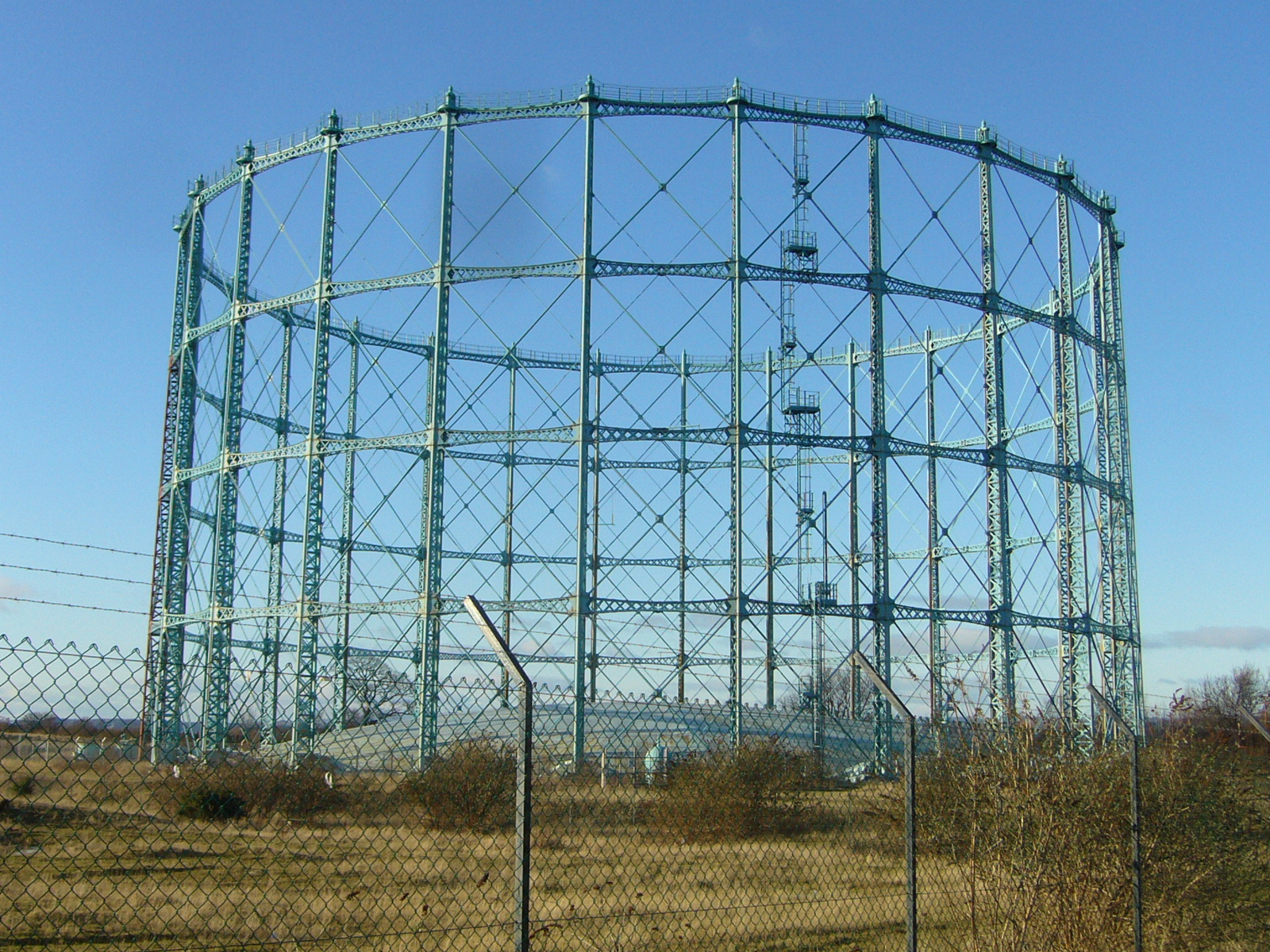
Gazomètre de Granton
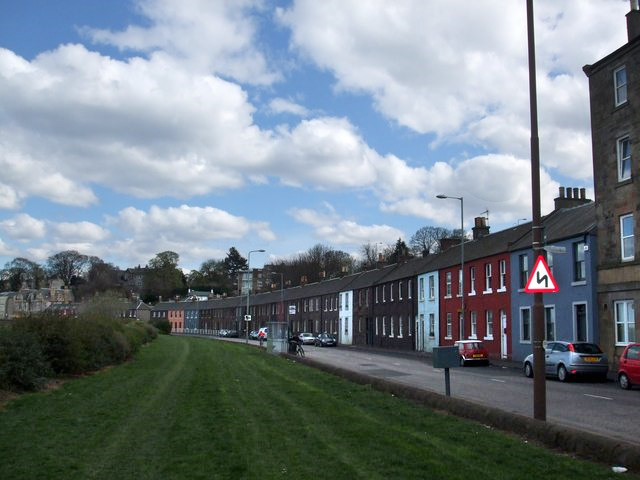
Wardie Cottages
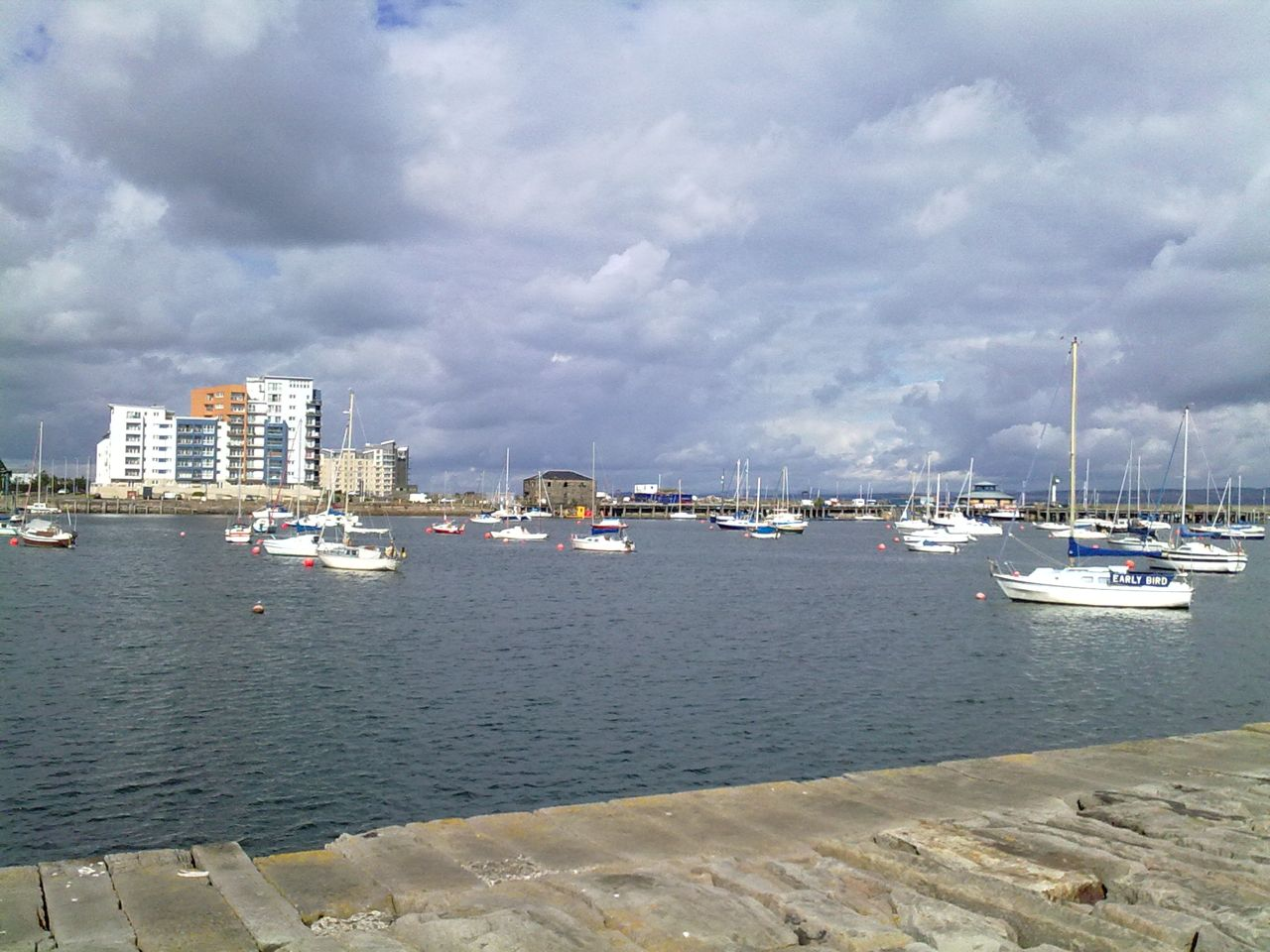
Port de Granton
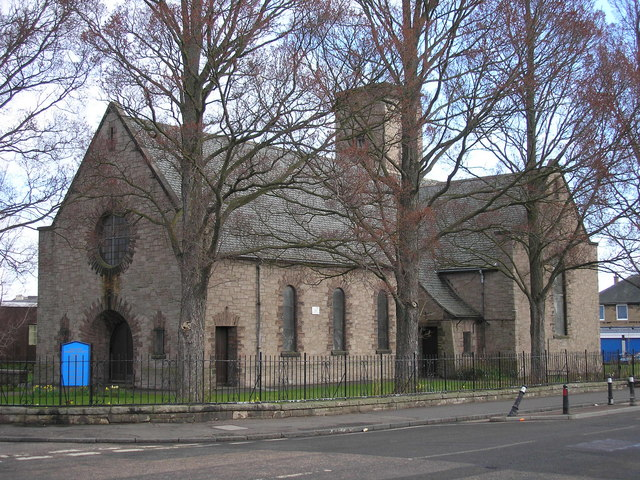
Granton Parish Church
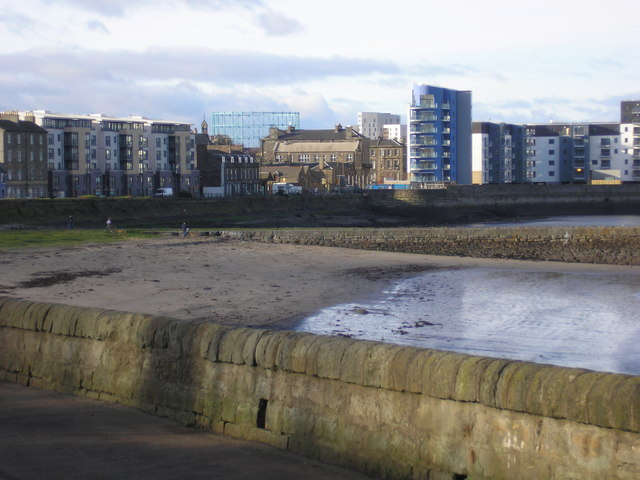
Wardie Bay et port de Granton
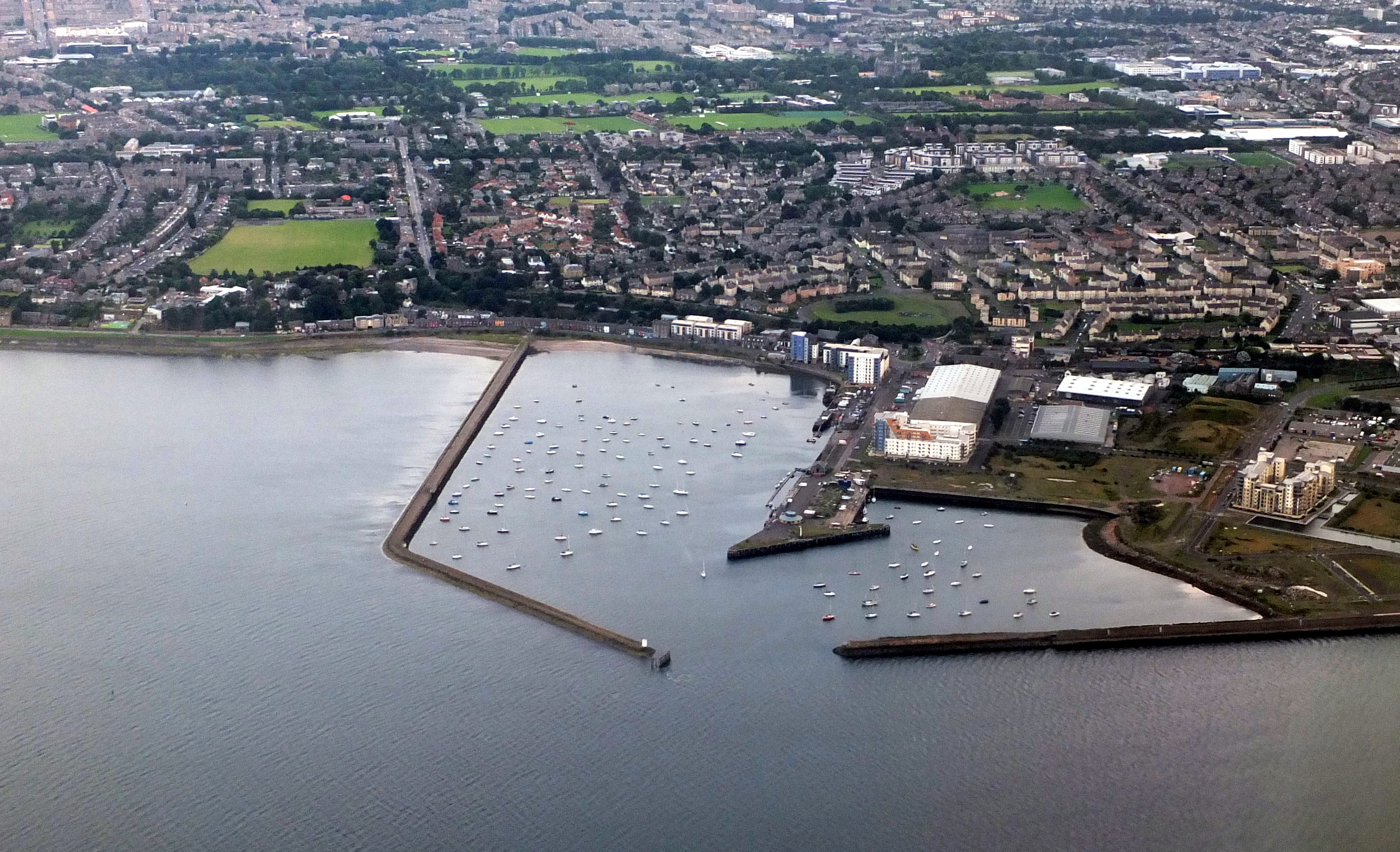
Vue aérienne du port